# 劉栄 (明)
劉 栄（りゅう えい、1360年 - 1420年）は、明代の軍人。本貫は邳州宿遷県。

## 生涯
劉江と張氏のあいだの子として生まれた。父と同名の江を名乗った。栄と改名したのは、その死の前年の1419年のことだが、当記事では混乱を避けるため、以下は劉栄と呼称する。劉栄は魏国公徐達に従って灰山・黒松林で戦った。総旗となり、燕王邸の給事をつとめた。体格雄偉で智略多く、燕王朱棣に重用され、密雲衛百戸の位を受けた。1399年（建文元年）、靖難の変が起こると、劉栄は燕王朱棣の起兵に従い、先鋒をつとめて、たびたび戦功を立てた。1400年（建文2年）、山東で転戦し、朱栄とともに騎兵3000を率いて、南軍を滑口で夜襲し、数千人を斬り、馬3000頭を鹵獲し、都指揮の唐礼らを捕らえた。都指揮僉事に任じられた。1401年（建文3年）、滹沱河の戦いで浮橋を奪い、館陶・曹州で略奪をおこなった。軍を返して北平を救援し、平安の軍を平村で破った。楊文が遼東の兵を率いて永平を包囲した。劉栄が永平の救援に赴くと、楊文は撤退した。劉栄は北平に帰ると言いふらして20里あまり進み、鎧をたたんで夜間に永平に入った。楊文は劉栄が去ったと聞いて、再び永平を攻撃した。劉栄は出撃して、楊文の軍を破った。数千人を斬首し、指揮の王雄ら71人を捕らえた。都指揮使に転じた。1402年（建文4年）、淝河にいたって、白義や王真とともに軽装の騎兵で平安を誘い出し、これを破った。
ときに南軍が宿州に駐屯して、食糧を備蓄して持久策を取っていた。燕王朱棣はこれを懸念して、その糧道を絶とうと図った。劉栄は3000人を率いて赴くよう命を受けたが、ためらって行かなかった。朱棣は激怒して劉栄を斬ろうとしたが、諸将が叩頭して助命を請願したため、赦された。燕軍が長江を渡る作戦において劉栄に功績があったが、以前の罪により都督僉事に任じられるにとどまった。1403年（永楽元年）、都督同知となった。1408年（永楽6年）、中府右都督に進んだ。
1410年（永楽8年）、劉栄は永楽帝（朱棣）の第一次漠北遠征に従い、遊撃将軍として前哨を率いた。夜に乗じて清水源に拠り、オノン川の敵を破った。さらにアルクタイを靖虜鎮で破った。永楽帝が軍を返すと、劉栄は殿軍をつとめた。軍中で左都督に進み、遼東に派遣されて駐屯した。敵が乱入して明軍を殺害する事件が起こり、劉栄は永楽帝の怒りを受けて斬刑を命じられたが、しばらくして許された。1411年（永楽9年）、再び遼東に駐屯した。1414年（永楽12年）、永楽帝の第二次漠北遠征に従い、先鋒をつとめ、勁騎を率いて飲馬河で敵を偵察した。6月、オイラトの騎兵が東に逃げるのを見て、康哈里孩まで追撃し、数十人を斬った。明軍の本隊と合流してマフムードを忽失温で攻撃すると、馬を下りて刀剣で敵陣に突入し、多くを捕斬し、永楽帝に賞を受けた。9月、総兵官となり、遼東に駐屯した。
倭寇が海上に跋扈し、北は遼東から南は浙江・福建にいたるまで、沿海の州県で多くの被害を出していた。劉栄は形勢を考量して、金線島の西北の望海堝に城堡を築き、烽火を設け、兵に厳戒態勢を布いて待ち受けるよう請願した。1419年（永楽17年）6月、観測者が東南海島中に烽火が上がったのを報告した。劉栄は急遽兵を率いて望海堝に赴いた。倭寇は三十数隻の舟でやってきて、馬雄島に宿営し、岸に登って望海堝に駆け込もうとした。劉栄は山に伏兵を設け、別に将を派遣してその帰路を遮断させた。歩兵に迎え戦わせ、偽って退却させた。倭寇が伏兵の中に入ると、砲火を挙げて伏兵が起ちあがり、朝から夕方まで戦って倭寇を破った。倭寇が桜桃園の空堡の中に逃げこもうとすると、劉栄はあえて西壁を開いて逃げこませた。両路に分かれて挟撃し、完全に包囲して、1000人あまりを斬首し、130人を生け捕りにした。これにより倭寇は大打撃を受け、再び遼東に侵入しようとしなくなった。9月、劉栄は広寧伯に封じられ、世券を与えられ、改名した。ほどなく遼東に帰った。1420年（永楽18年）4月辛丑、死去した。享年は61。広寧侯の位を追贈された。諡は忠武といった。

## 子女
- 劉湍（広寧伯の爵位を嗣いだ）
- 劉淮（早逝した）
- 劉安（兄の劉湍の死後、広寧伯の爵位を嗣いだ）
- 劉麟